# إيرني كارول
إيرني كارول (بالإنجليزية: Ernie Carroll)‏ هو مقدم تلفزيوني أسترالي، ولد في 26 مايو 1929 في ملبورن في أستراليا.

## وصلات خارجية
- إيرني كارول على موقع IMDb (الإنجليزية)
- إيرني كارول على موقع ميوزك برينز (الإنجليزية)